# Gerardo Reinoso
Gerardo Manuel Reinoso Torres (La Rioja, 16 maggio 1965) è un ex calciatore argentino, di ruolo centrocampista.

## Palmarès

### Club

#### Competizioni nazionali
- Copa Chile: 1

Universidad Católica: 1991
- Primera B (Cile): 1

Unión Española: 1999

#### Competizioni internazionali
- Coppa Libertadores: 1

Independiente: 1984
- Coppa Intercontinentale: 1

Independiente: 1984